# Batteriegriff

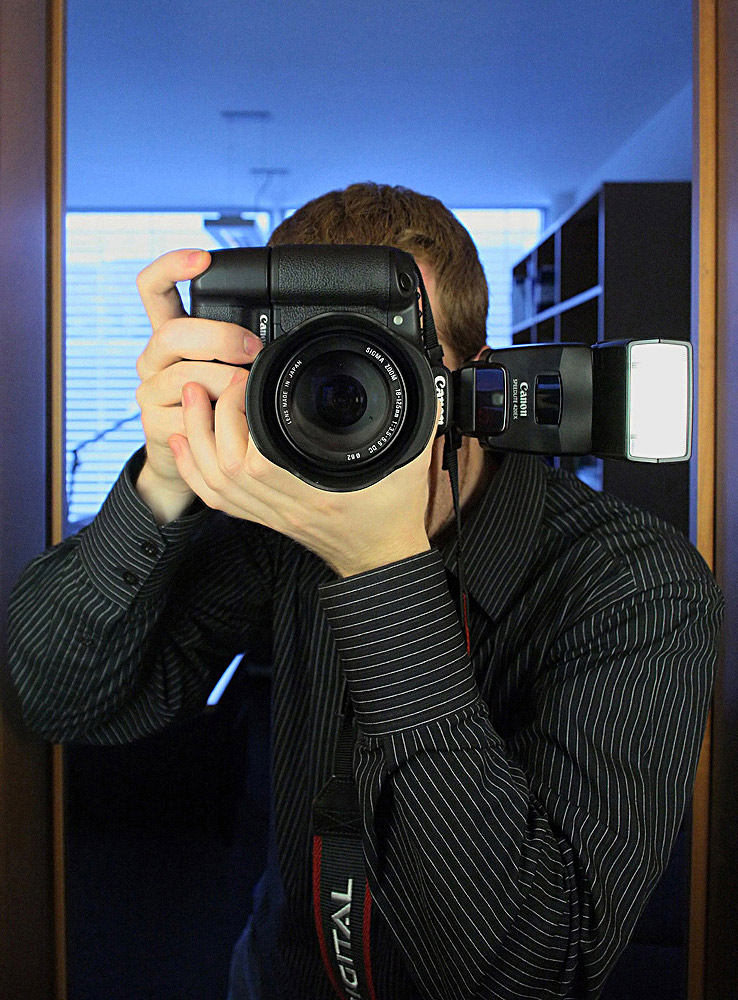
Fotograf mit einer Kamera, an die ein Batteriegriff geschraubt wurde. Er hält die Kamera hochkant und löst sie mit seiner rechten Hand am Batteriegriff aus.

Ein Batteriegriff ist ein Zubehörteil für Systemkameras, insbesondere Spiegelreflexkameras, zur vereinfachten Bedienung bei Hochkantaufnahmen und zur namensgebenden Verlängerung der Stromversorgungsdauer.
Ein Batteriegriff wird üblicherweise an die Unterseite der Kamera befestigt, häufig per Schraube im Stativschraubengewinde; der Batteriegriff verfügt an der Unterseite selbst über ein Stativgewinde. Er enthält die Möglichkeit, modellabhängig eine bestimmte Anzahl an Akkus (meist ein oder zwei) oder Batterien (häufig 2 bis 6) aufzunehmen. Dadurch kann die Kamera länger autark mit dem für den Betrieb notwendigen Strom versorgt werden. Der Batteriegriff erhöht das Gesamtgewicht der Kamera, was zwar unterwegs nachteilig ist, sich im Handling durch die erhöhte Trägheit aber positiv auswirkt.
Ein Batteriegriff ist ein Batteriegehäuse, in das Akkus und/oder Batterien einsetzt werden können. Das erfolgt modellabhängig entweder direkt oder über eine Schiene/ein Magazin. Manche Modelle ermöglichen auf diese Weise den Betrieb mit AA-Batterien. Zur Ausstattung eines Batteriegriffs gehört eventuell auch ein kabelloser Fernauslöser oder ein Intervalltimer für automatisches, voreingestelltes Auslösen.
Der elektrische Kontakt kann modellabhängig auf zwei Arten hergestellt werden. Eine Möglichkeit ist, dass der Batteriegriff über ein hervorstehendes Teil verfügt, das in das Batteriefach (Akkufach) der Kamera geschoben wird. In diesem Fall wird der vorhandene Akku durch die zwei im Batteriegriff ersetzt. Alternativ dazu gibt es die Bauform, die die Verbindung mit der Kamera über eine Kontaktleiste herstellt. Der erste Akku bleibt dabei im Akkufach der Kamera, der zweite befindet sich im Batteriegriff. Über die Verbindung speist der Batteriegriff die Kamera mit Strom, außerdem lassen sich elektrische Signale übertragen.
Je nach Typ hat der Batteriegriff einen eigenen Auslöser und weitere Knöpfe, mit denen die Kamera bedient werden kann. Die Bedienelemente repetieren bestehende Elemente der Kamera an der identischen Gehäuseposition nach einer 90°-Drehung (Hochkantfotografie).
Kameras unterscheiden sich in ihrer Größe und in den elektrischen Anschlüssen. Daher kann man in der Regel nur einen solchen Batteriegriff anbringen, der speziell für das jeweilige Modell (oder eine Modellreihe) hergestellt wurde. Gummiüberzüge, die das Kameragehäuse schützen, lassen sich mit einem Batteriegriff in der Regel nicht verwenden.

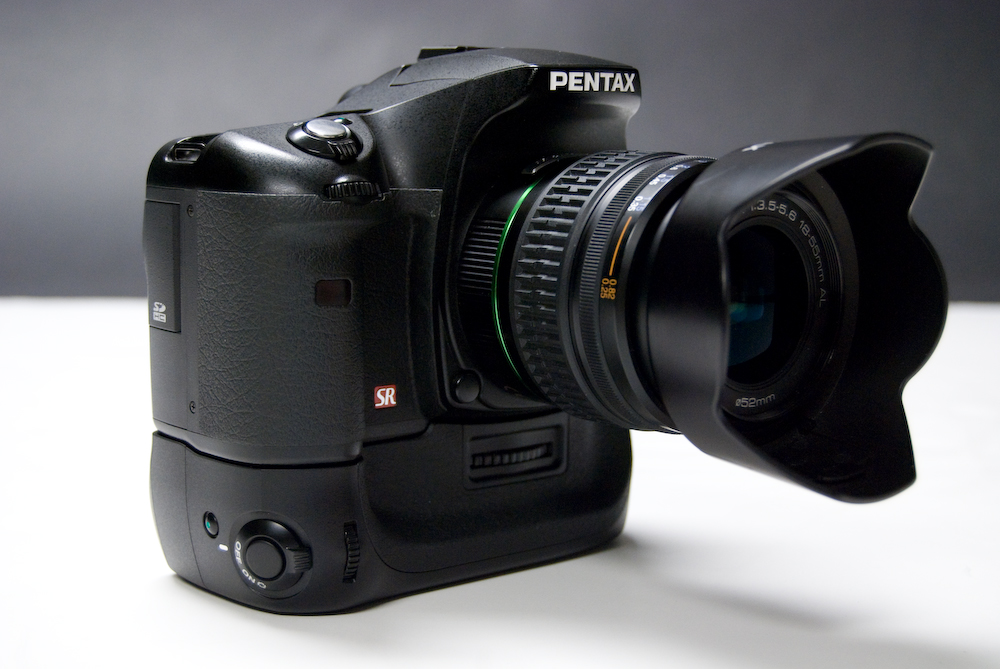
Pentax K10, auf einem montierten BG2-Batteriegriff stehend
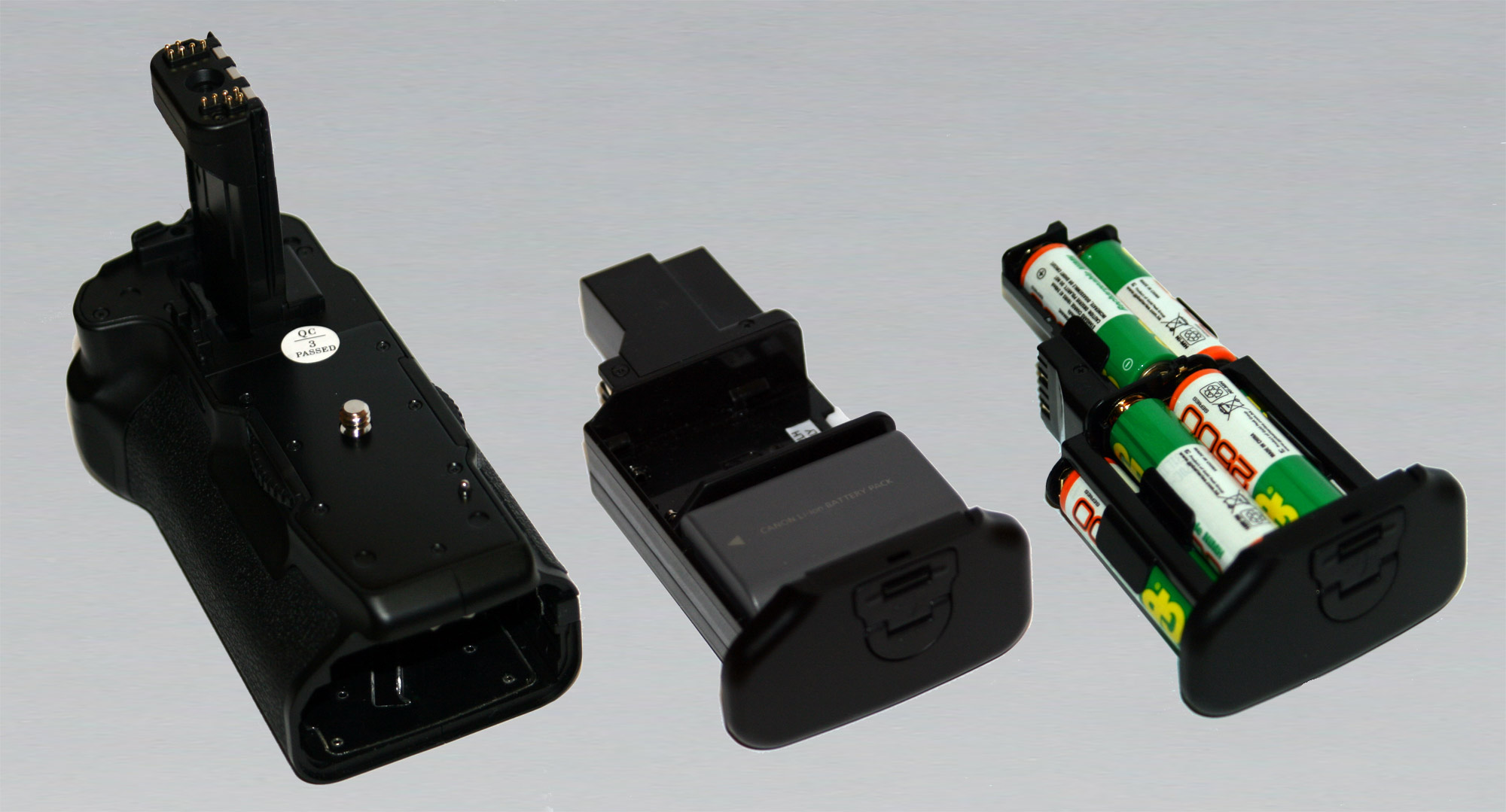
Batteriegriff Canon BG-E3 (für eine Canon EOS 350D/400D) mit einem Magazin für Akkus und einem für sechs AA-Batterien
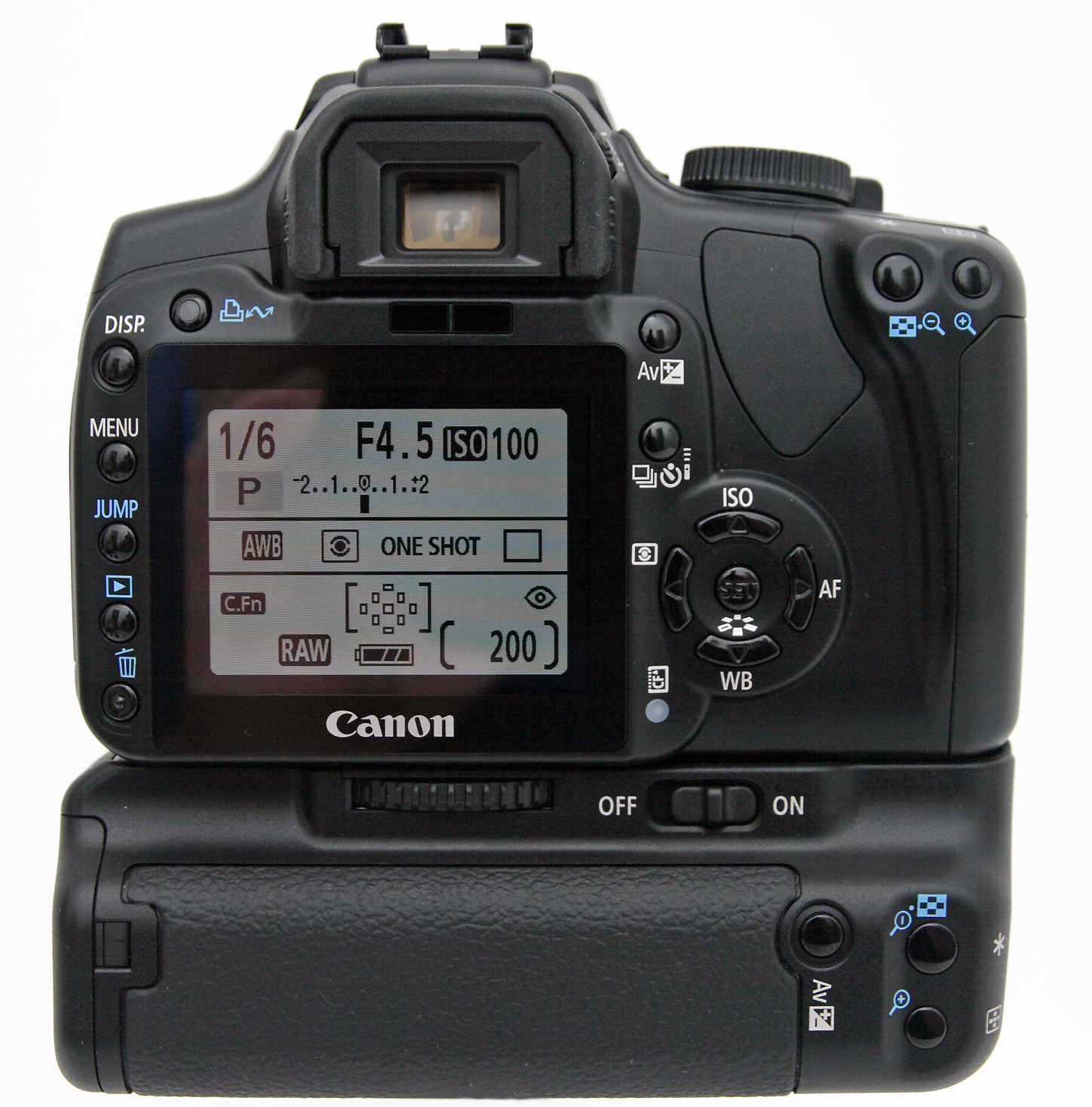
Canon EOS 400D mit Batteriegriff BG-E3, Ansicht von hinten
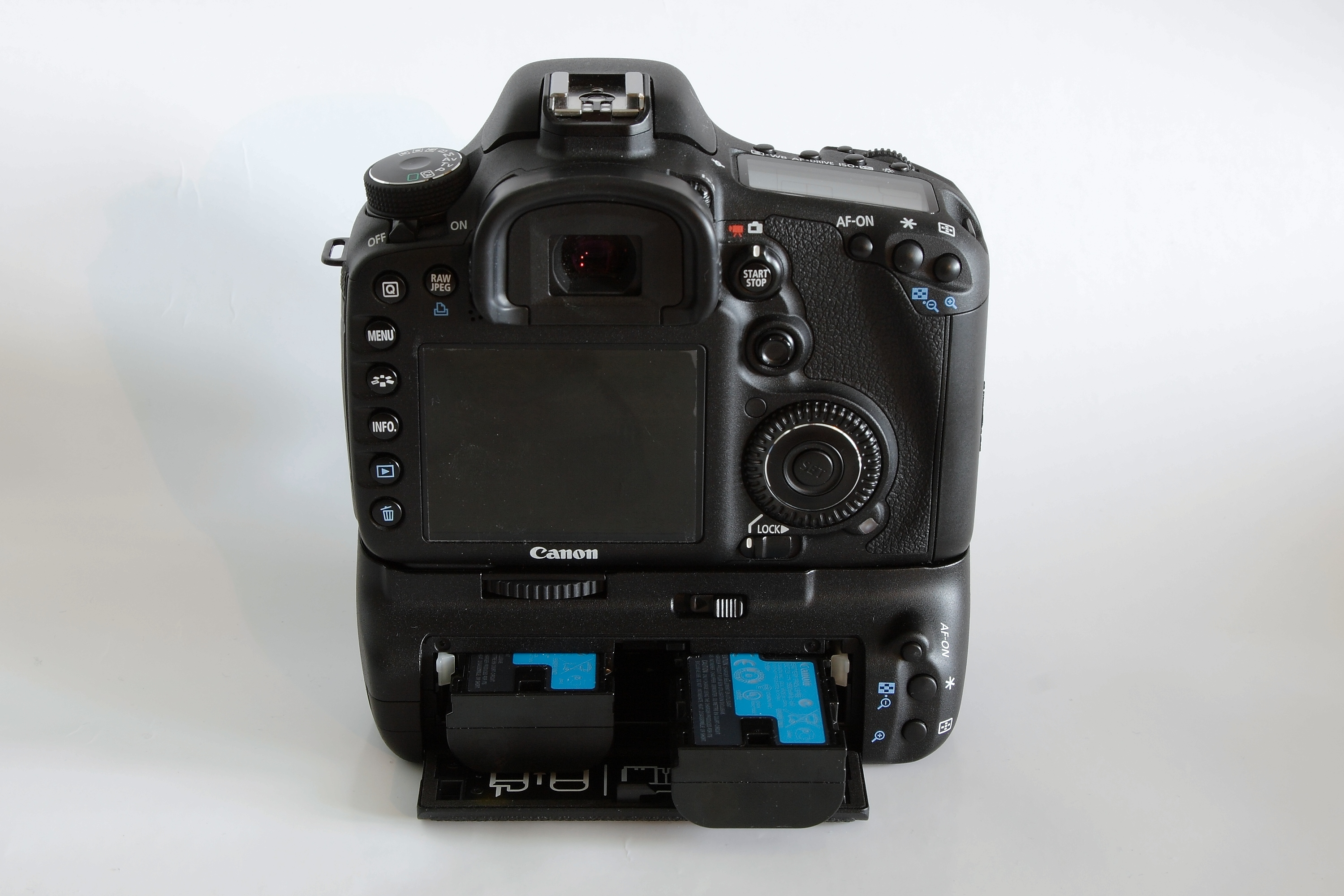
Canon EOS 7D mit Batteriegriff BG-E7, Rückansicht mit offenem Fach und Akkus

## Belege
1. ↑  The Canon Battery Grip. All-things-photography.com, abgerufen am 16. September 2013 (englisch).